# Щеголева Віра Григорівна
Віра Григорівна Щеголева (? — ?) — українська радянська діячка, новатор сільськогосподарського виробництва, ланкова колгоспу «Мир» Михайлівського району Запорізької області. Депутат Верховної Ради УРСР 6-го скликання.

## Біографія
З 1950-х років — ланкова колгоспу «Мир» села Високе Михайлівського району Запорізької області. Відзначалася високими врожаями кукурудзи. У 1962 році ланка Щеголевої зібрала по 54,4 центнера зерна кукурудзи із 23-гектарної ділянки та по 30,6 центнера зерна кукурудзи із 61-гектарної ділянки.
Потім — на пенсії у селі Високому Михайлівського району Запорізької області.

## Нагороди
- орден Трудового Червоного Прапора
- ордени
- медалі